# 反物質起爆式核パルス推進
反物質起爆式核パルス推進（はんぶっしつきばくしきかくパルスすいしん）は、反物質の注入に基づく起爆による核パルス推進の方式。

## 説明
従来の核パルス推進には、エンジンの最小サイズが推力を生成するために使用される核爆弾の最小サイズによって定義されるという欠点がある。従来の核水素爆弾の設計は、2つの部分で構成されている。起爆側はほとんどの場合プルトニウムに基本としており、もう一方は核融合燃料（通常は水素化リチウム）を使用している。前者の最小サイズは約25キログラムで、約1/100キロトン（10トン、42 GJ; W54 ）の小さな核爆発を引き起こす。より強力なデバイスは、主に核融合燃料の追加によってサイズが拡大する。2つのうち、核融合燃料ははるかに安価で、放射性生成物がはるかに少ないため、コストと効率の観点から、より大きな爆弾の方がはるかに効率的である。しかし、宇宙船の推進にこのような大きな爆弾を使用するには、応力を処理できるはるかに大きな構造が必要であり、2つの要求はトレードオフになっている。
臨界量未満の燃料塊（通常はプルトニウムまたはウラン）に少量の反物質を注入することにより、燃料の核分裂を強制することができる。反陽子は電子と同じように負の電荷を持っており、正に帯電した原子核によって同様の方法で捕獲することができる。ただし、初期構成は安定しておらず、ガンマ線としてエネルギーを放射する。結果として、反陽子は最終的に接触するまで原子核にどんどん近づき、その時点で反陽子と陽子の両方が消滅する。この反応は途方もない量のエネルギーを放出し、そのうちのいくつかはガンマ線として放出され、いくつかは運動エネルギーとして原子核に伝達され、原子核を爆発させる。結果として生じる中性子のシャワーは、周囲の燃料に急速な核分裂または核融合さえも起こす可能性がある。
装置のサイズの下限は、反陽子処理の問題と核分裂反応の要件によって決まる。そのため、大量の核爆薬を必要とするオリオン計画型の推進システムや、膨大な量の反物質を必要とするさまざまな反物質駆動装置とは異なり、反物質核パルス推進には本質的な利点がある。
反物質核熱核爆発の概念設計は、通常、従来の水素爆弾熱核爆発の点火に必要なプルトニウムの質量が1μgの反水素に置き換えられたものである。この理論的設計では、反物質はヘリウムで冷却され、デバイスの中心で直径10分の1mmのペレットの形で磁気浮上する。この位置は、レイヤーケーキ/スロイカ設計の主要な核分裂コアに類似している。反物質は爆発の望ましい瞬間まで通常の物質から離れていなければならないので、中央のペレットは100グラムの熱核燃料の周囲の中空球から隔離されなければならない。爆縮レンズ、核融合燃料は、反水素と接触しする。ペニングトラップが破壊された直後に始まる消滅反応の役割は、熱核燃料の核融合を開始するためのエネルギーを提供することである。選択した圧縮度が高い場合、爆発/推進効果が増加したデバイスが得られ、低い場合、つまり燃料が高密度でない場合、かなりの数の中性子がデバイスから逃げ、中性子爆弾の様になる。どちらの場合も、電磁パルス効果と放射性降下物は、同じ収量の従来の核分裂装置または水素爆弾装置よりも大幅に低く、約1ktである。

## 熱核爆弾に必要な量
1回の熱核爆発を引き起こすのに必要な反陽子の数は、2005年の試算においては{\displaystyle 10^{18}} 個、すなわちマイクログラム量の反水素に相当する量として算出されている。
ロケットの効率は使用される作業質量（この場合は核燃料）の質量と強く関連しているため、爆弾の核出力によって宇宙船の性能を調整することも可能である。
核融合燃料の特定の質量によって放出されるエネルギーは、核分裂燃料の同じ質量によって放出されるエネルギーの数倍である。有人の惑星間ミッションなど、短期間の高推力を必要とするミッションでは、必要な燃料要素の数が減るため、純粋な微小核分裂が好まれる可能性がある。外惑星探査のように、効率が高く、推力が低い、より長い期間のミッションでは、総燃料量が減少するため、微小核融合と核融合の組み合わせが好ましい場合がある。

## 研究
この概念は、1992年以前にペンシルベニア州立大学で発明された。それ以来、いくつかのグループが研究室で反物質起爆による微小核分裂/核融合エンジンを研究してきた（反物質や反水素ではなく反陽子の場合もある）。
ローレンス・リバモア国立研究所では、早くも2004年に反陽子による核融合に関する研究が行われている。慣性閉じ込め方式（ICF）の従来のドライバーの大きな質量、複雑さ、および再循環力とは対照的に、反陽子消滅は1µgあたり90MJの比エネルギーを提供し、したがって独自の形式のエネルギーパッケージングと供給を提供する。原則として、反陽子ドライバーは、ICFによる高度な宇宙推進のためにシステム質量を大幅に削減することができる。
反陽子駆動ICFは投機的な概念であり、反陽子の取り扱いとそれに必要な注入精度（時間的および空間的）は、重大な技術的課題を提示する。特に反水素の形での低エネルギー反陽子の貯蔵と操作は、この技術の初期段階の課題であり、現在の供給方法を超える反陽子生産の大規模なスケールアップには、本格的な研究開発プログラムに着手するのが不可欠である。
反物質貯蔵に関する最新（2011年）の記録は、 CERNで記録された1000秒強であり、以前は達成可能であったのがミリ秒単位であったことから考えると飛躍的な向上である。